# Đồng Ngọc Ba
Đồng Ngọc Ba (sinh ngày 1 tháng 9 năm 1972) là luật gia, chính trị gia nước Cộng hòa xã hội chủ nghĩa Việt Nam. Ông hiện là Ủy viên Thường trực Ủy ban Pháp luật của Quốc hội, Phó Chủ tịch Nhóm nghị sĩ hữu nghị Việt Nam – Maroc, Đại biểu Quốc hội khóa XV từ Bình Định. Ông từng là Cục trưởng Cục Kiểm tra văn bản quy phạm pháp luật, Bộ Tư pháp.
Đồng Ngọc Ba là đảng viên Đảng Cộng sản Việt Nam, học vị Tiến sĩ Luật học, Cao cấp lý luận chính trị. Ông có sự nghiệp đều hoạt động ở ngành pháp luật, hơn 25 công tác trong các cơ quan, đơn vị của Bộ Tư pháp trước khi tham gia Quốc hội.

## Xuất thân và giáo dục
Đồng Ngọc Ba sinh ngày 1 tháng 9 năm 1972 tại xã Nghĩa Hòa, huyện Lạng Giang, tỉnh Bắc Giang. Ông lớn lên và tốt nghiệp phổ thông ở Lạng Giang, thi đại học và đỗ Trường Đại học Luật Hà Nội vào năm 1990, tới thủ đô học tập và tốt nghiệp Cử nhân Luật vào năm 1994, sau đó ông học cao học rồi nghiên cứu sinh, trở thành Tiến sĩ Luật học. Ông được kết nạp Đảng Cộng sản Việt Nam vào ngày 1 tháng 1 năm 2000, trở thành đảng viên chính thức sau đó 1 năm, từng theo học các khóa chính trị ở Học viện Chính trị Quốc gia Hồ Chí Minh và tốt nghiệp Cao cấp lý luận chính trị.

## Sự nghiệp
Ngày 1 tháng 5 năm 1995, sau khi tốt nghiệp Trường Đại học Luật Hà Nội, ông ký kết hợp đồng với trường, bắt đầu làm việc ở đây với vị trí trợ giảng, sau đó là giảng viên chính thức. Ông giảng dạy liên tục 10 năm 1995–2005 ở Khoa Pháp luật kinh tế của trường Luật, vào ngày 1 tháng 6 năm 2005 thì nhậm chức Phó Giám đốc Trung tâm nghiên cứu Luật Lao động, Thương mại và Đầu tư thuộc Khoa Pháp luật kinh tế của trường. Tháng 4 năm 2008, ông được chuyển ngạch từ viên chức sang công chức, điều chuyển tới Văn phòng Bộ Tư pháp, nhậm chức Phó Trưởng phòng Tổng hợp, rồi được giao Quyền Trưởng phòng Phòng Tổng hợp và chính thức là Trưởng phòng từ tháng 12 năm 2008. Sau đó 1 năm, tháng 12 năm 2009, ông được bổ nhiệm làm Phó Cục trưởng Cục Kiểm tra văn bản quy phạm pháp luật của Bộ Tư pháp, công tác liên tục 6 năm cho đến tháng 10 năm 2015 thì được thăng chức làm Cục trưởng Cục Kiểm tra văn bản quy phạm pháp luật.
Năm 2021, được sự giới thiệu của Bộ Tư pháp, Đồng Ngọc Ba tham gia ứng cử đại biểu Quốc hội từ Bình Định, bầu cử ở đơn vị bầu cử số 3 gồm thị xã An Nhơn, huyện Phù Cát, Hoài Ân, rồi trúng cử Đại biểu Quốc hội khóa XV với tỷ lệ 72,97%. Ngày 23 tháng 7 năm 2021, ông được phê chuẩn giữ chức Ủy viên Thường trực Ủy ban Pháp luật của Quốc hội, Phó Chủ tịch Nhóm nghị sĩ hữu nghị Việt Nam – Maroc từ tháng 11 cùng năm.